# Le stelle inquiete
Le stelle inquiete è un film del 2011 diretto da Emanuela Piovano.
La pellicola è ispirata ad alcuni episodi della vita di Simone Weil.